# Hertme
Hertme est un village néerlandais situé dans la commune de Borne, en province d'Overijssel. Au 1er janvier 2020, il compte 520 habitants. Il est principalement connu pour son théâtre de plein air (Openluchttheater) qui attire des milliers de visiteurs annuels.